# Про полосатого слонёнка
«Про полосатого слонёнка» — советский мультфильм Киевской киностудии, снятый в 1971 году.

## Сюжет
Сказка о поиске и находке друга.
Маленький полосатый слонёнок, который к тому же умел летать, ходил по лесу и искал себе друга. Но его все отвергали. Сначала он подошёл к зебрам, решив раз они полосатые, то станут друзьями. Но зебра заявила, раз у тебя хобот — ты не наш. Подружиться со слоном тоже не получилось. «Хоть ты и с хоботом» — сказал слон — «Но где ты видел полосатых слонов?» Но вскоре слонёнок нашёл себе настоящего друга, который принял его таким как есть.
Когда ты особенный, друга найти непросто. Слонёнок родился полосатым и поэтому никто не хотел с ним дружить. Чтобы обрести мечту: найти друга, слоненок отправился к чудо-дереву, исполняющему желания. По пути он встретил много зверей, но друга среди них не нашлось. Смелого приятеля он встретил позже. Все жители леса сразу захотели дружить с полосатым слоненком, но уже поздно… Настоящий друг не ищет выгоду, он просто есть.

## Создатели
- Автор сценария — Светлана Куценко
- Режиссёр — Ирина Гурвич
- Художник-постановщик — Генрих Уманский
- Композитор — Борис Буевский
- Оператор — Анатолий Гаврилов
- Звукооператор — Игорь Погон
- Редактор — Тадеуш Павленко
- Директор картины — Иван Мазепа

## Роли озвучивали
- Слон — Сергей Филимонов
- Слонёнок — Клара Румянова
- Лев — Юрий Лавров
- Зебра-мама, Зебра-дочь, Обезьяна, Павлин — Вера Предаевич

## Критика
В 2014 году речевед Мещеряков В. Н. во втором издании своего учебного пособия для студентов и учителей-словесников «Как пересказывать произведения литературы, живописи, музыки» писал, что состоящий из пяти эпизодов мультфильм «Про полосатого слонёнка» рассказывает о поисках слонёнком товарищей для игр. Сначала персонаж встретил мартышек, потом поочерёдно встретил зебру, слона и страуса, которые отказались дружить со слонёнком, который не только был странно полосатым, но ещё и летать умел. Счастливым для полосатика стал последний эпизод, в котором он встретил льва и подружился с ним. Льва все боялись, ему не с кем было играть, и поэтому ему было скучно. Он совсем не удивился умению летать нового друга и его полосатости, потому что для дружбы внешность товарища совсем не важна.